# آرمن مارتیروسیان (سیاستمدار)
آرمن مارتیروسیان (ارمنی: Արմեն Մարտիրոսյան زاده ۱۰ فوریهٔ ۱۹۶۱) یک سیاستمدار و دیپلمات اهل ارمنستان بود. وی بین سال‌های ۲۰۰۹ تا ۲۰۱۳ میلادی سفیر جمهوری ارمنستان در آلمان، سفیر جمهوری ارمنستان در هند و بین سال‌های ۲۰۰۳ تا ۲۰۰۹ میلادی سفیر و نمایندهٔ دائم جمهوری ارمنستان در سازمان ملل متحد بود.
مارتیروسیان نماینده دوره اول مجلس ملی جمهوری ارمنستان بوده‌است.

## نگارخانه

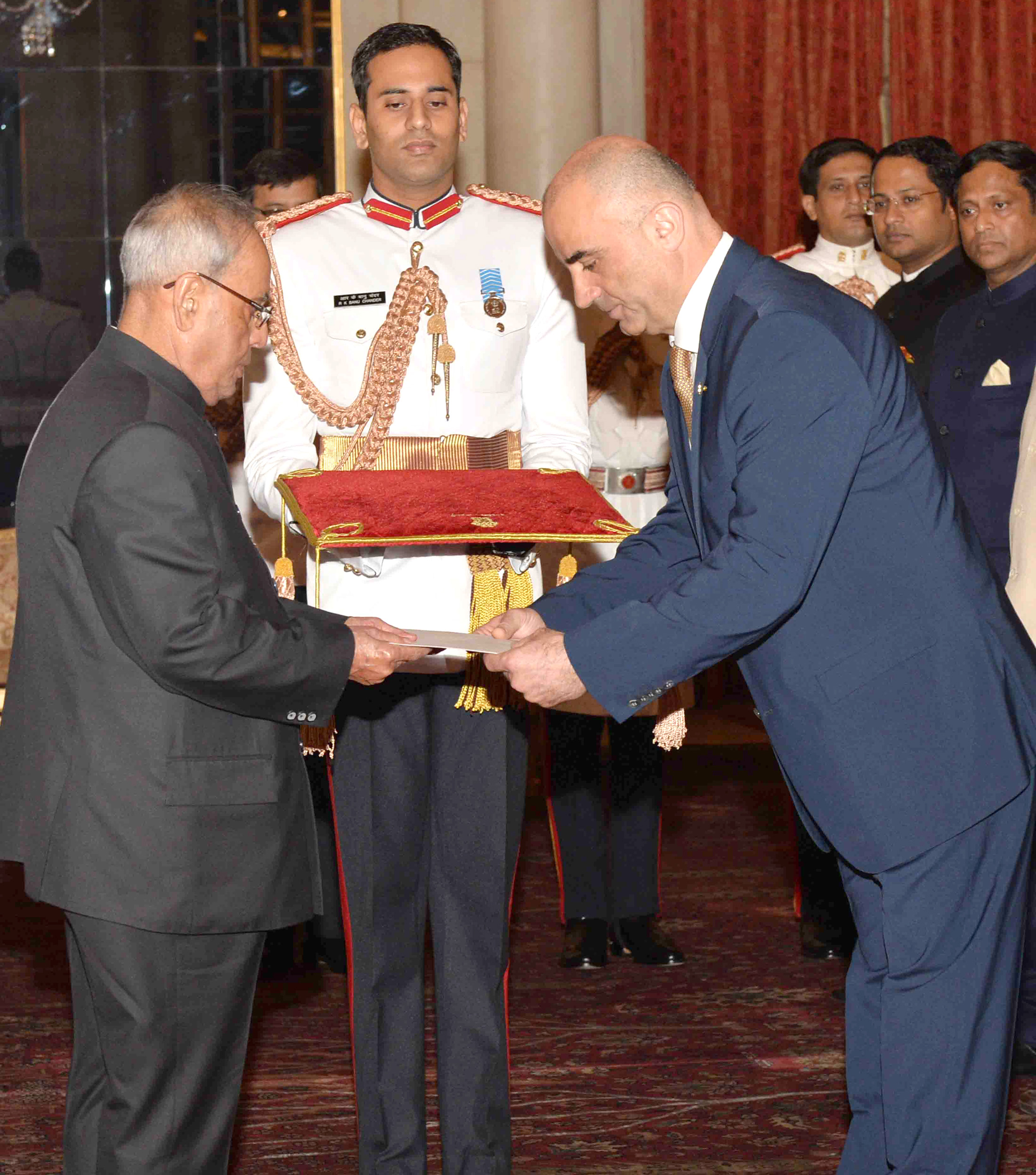